# Dirck Vellert

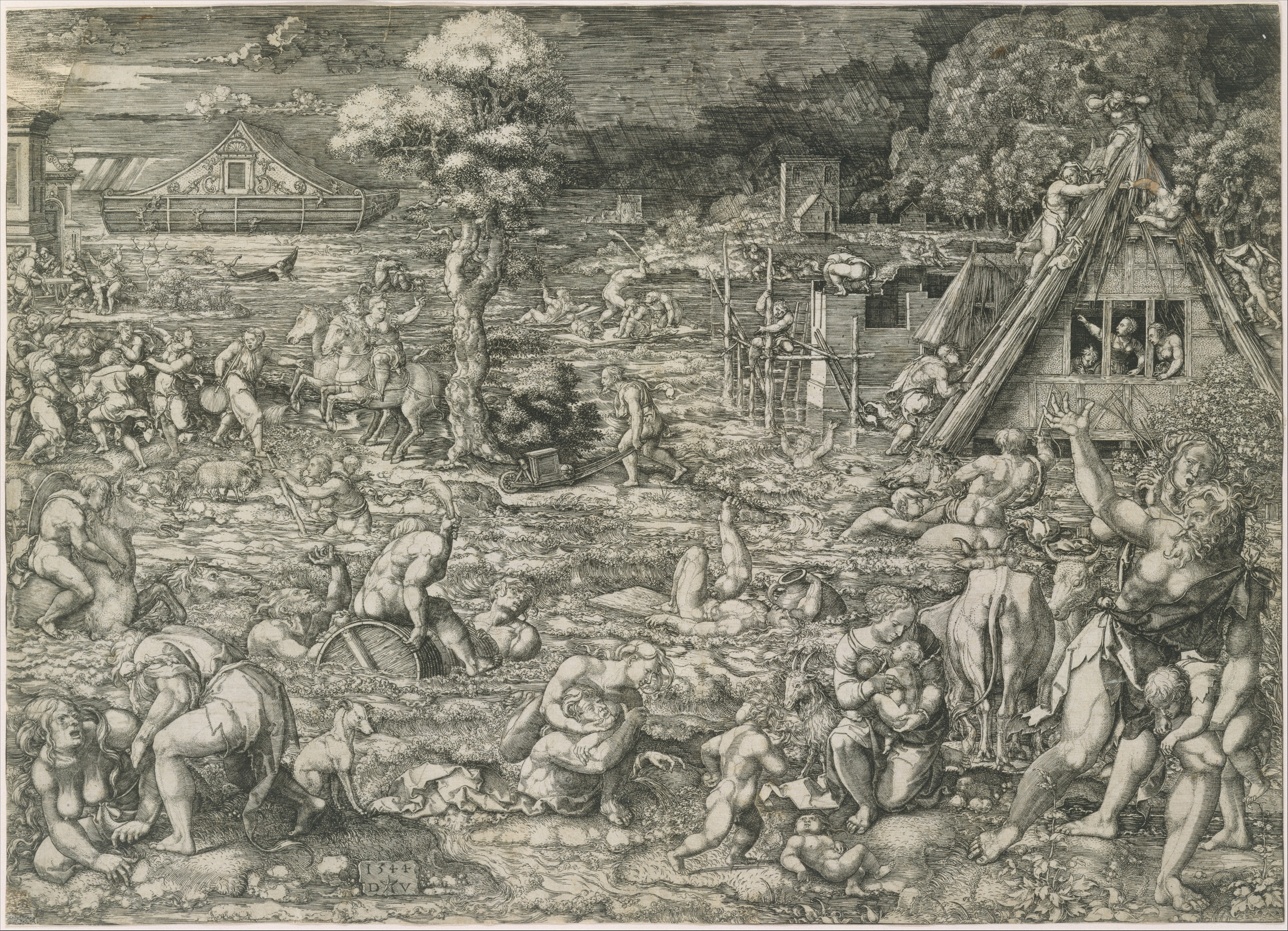
El diluvio (1544), Museo Metropolitano de Arte, Nueva York

Dirck Jacobsz. Vellert, también conocido como Dirck van Staren o Maestro de la Estrella (Ámsterdam, 1480–Amberes, 1547) fue un pintor, grabador y vidriero flamenco. 

## Biografía
Fue miembro del Gremio de San Lucas de Amberes, donde se inscribió como maestro vidriero en 1511, y del que fue decano entre 1518 y 1526. En su día no fue muy conocido, aunque Alberto Durero le cita en su diario tres veces. En su juventud recibió la influencia del manierismo (Natividad, Museo de Historia del Arte de Viena), así como de Mantegna y Durero (Triunfo del tiempo, 1517, Museo del Ejército, Bruselas). Desde los años 1520 su estilo se consolidó, con ciertas reminiscencias del gótico flamígero, lo que le mantuvo alejado de las corrientes de su tiempo.
Como grabador se denota el influjo de Durero y Lucas van Leyden. Trató sobre todo temas religiosos, profusamente ornamentados con guirnaldas, blasones, medallas, armas y retratos, con figuras achatadas y escenarios enmarcados en complicadas arquitecturas: Adoración de los pastores (Palais des Beaux-Arts de Lille), Adoración de los Reyes Magos (Museo Boijmans Van Beuningen, Róterdam). Grabó al aguafuerte y buril.
En el campo de la vidriería fue autor de la vidriera de la Catedral de Amberes (1539-1540) y los cartones para las vidrieras de las capillas del King's College de Cambridge (1516-1531).